# Peter Dressler
Peter Dressler (* 17. September 1942 in Brașov, Rumänien; † 15. September 2013 in Prag) war ein österreichischer Fotograf mit Spezialisierung auf Künstlerische Fotografie.

## Leben
Peter Dressler wurde 1942 in Brașov (deutsch: Kronstadt) in Rumänien geboren. Erste fotografische Arbeiten entstanden in den 1960er Jahren. Sein Studium der Malerei von 1966 bis 1971 an der Akademie der bildenden Künste Wien bei Gustav Hessing schloss er mit Diplom ab. Anschließend übte er dort von 1972 bis 2008 eine Lehrtätigkeit aus, zunächst als Lehrbeauftragter bei Gustav Hessing, dann als Assistent bei Friedensreich Hundertwasser und Hubert Schmalix und schließlich als Assistenzprofessor für Malerei.
Dressler schuf durch inszenierte Fotografie „Fotogeschichten“ mit einer metaphorischen Bildsprache. Öffentliche Räume, die er durch Zufall fand, und Alltagssituationen dienten ihm als Schauplätze, in welchen er für seine Fotografien temporäre Eingriffe vornahm. – Sein Künstlerbuch Zwischenspiel enthält Fotografien seiner städtischen Erkundungen im Wien der frühen 1970er Jahre, es wurde jedoch erst 1989 publiziert. In den Jahren 1975 bis 1978 realisierten Peter Dressler und Franz Zadrazil den Schwarzweiß-Film Sonderfahrt; dabei entstand ein audiovisuelles Mosaik als eine Mischung von assoziativ Gefundenem und Gespieltem.
Dressler wurde am Friedhof Mauer (Gruppe 41, Reihe 1, Nummer 1) in Wien bestattet. Der künstlerische Nachlass befindet sich im Fotohof archiv.
Das Kunst Haus Wien zeigte 2016 die erste posthume Retrospektive von Peter Dressler.

## Auszeichnungen
- 2001: Rupertinum-Fotopreis
- 2011: Higashikawa-Preis
- 2013: Staatspreis für künstlerische Fotografie

## Einzelausstellungen (Auswahl)
- 1983: Peter Dressler, Forum Stadtpark, Graz
- 1986: Mit großem Interesse, Galerie Johannes Faber, Wien
- 1989:  Zwischenspiel, Galerie Fotohof, Salzburg[6]
- 1990: With Great Interest, Westpac Gallery, Melbourne
- 2002: Tie Break, Galerie Fotohof, Salzburg
- 2003: In unmittelbarer Nähe, Akademie der bildenden Künste Wien
- 2006: Greifbare Schönheit, Camera Austria im Kunsthaus Graz[7]
- 2010: Spannungsunterbrechung, KÖR Schaufenster am Kunsthalle Wien public space karlsplatz[8]
- 2013: Galerie Eboran, Salzburg[9]
- 2016: Retrospektive im Kunst Haus Wien

## Publikationen
- 2016: Wiener Gold. FOTOHOF edition. mit Texten von Christine Frisinghelli, Rainer Iglar, Bettina Leidl, Michael Mauracher. deutsch/englisch. 30 × 24 cm, 160 Seiten ca. 170 Abbildungen. edition: 1000, ISBN 978-3-902993-41-0.
- 2004: Eher seltene Rezepte, Rarités Culinaires, Rather Rare Recipes. FOTOHOF edition. 24 × 16 cm. 8 Seiten. 16 Farbabbildungen, kaschiert auf Karton, Kartonband, edition: 400, ISBN 978-3-901756-36-8.
- 2002: Business Class. FOTOHOF edition. 24 × 16 cm. 20 Seiten. 29 Farbabbildungen, kaschiert auf Karton, Kartonband, edition: 400, ISBN 978-3-901756-27-6.
- 2002: Greifbare Schönheit / Tangible Beauty / Beauté Tangible. FOTOHOF edition. 24 × 16 cm. 24 Seiten. 13 Farbabbildungen, kaschiert auf Karton, Kartonband, edition: 400, ISBN 978-3-901756-25-2.
- 2002: Tie Break. FOTOHOF edition. 24 × 16 cm. 22 Seiten. 14 Farbabbildungen, kaschiert auf Karton, Kartonband, edition: 400, ISBN 978-3-901756-26-9.
- 2002: Bleibende Werte / Lasting Values / Valeurs Sures. FOTOHOF edition. 24 × 16 cm. 20 Seiten. 12 Farbabbildungen, kaschiert auf Karton, Kartonband, edition: 400, ISBN 978-3-901756-24-5.
- 1989: Zwischenspiel. Karolinger Verlag. mit Einleitung von Otto Breicha. 98 Seiten. 90 Bildtafeln, ISBN 978-3-85418-039-5.